# Plectinella
Plectinella es un género de foraminífero bentónico de la familia Textulariopsidae, de la superfamilia Spiroplectamminoidea, del suborden Spiroplectamminina y del orden Lituolida. Su especie tipo es Plectinella virgulinoides. Su rango cronoestratigráfico abarca desde el Calloviense (Jurásico medio) hasta el Maastrichtiense (Cretácico superior).

## Discusión
Clasificaciones previas incluían Plectinella en el suborden Textulariina del orden Textulariida, o en el orden Lituolida sin diferenciar el suborden Spiroplectamminina.

## Clasificación
Plectinella incluye a las siguientes especies:
- Plectinella aegyptica †
- Plectinella belgica †
- Plectinella castlecliffensis †
- Plectinella munda †
- Plectinella textularieformis †
- Plectinella virgulinoides †
- Plectinella visserae †